# Mark Cendrowski
Mark Cendrowski je americký televizní režisér. Nejvíce je známý svou prací na seriálu Teorie velkého třesku.

## Kariéra
Cendrowski začal svou kariéru v televizi v roce 1989 jako inspicient prací na seriálech Plný dům a Roseanne. Od roku 1994 se posunuje na pozici asistenta režiséra v seriálech Wings, All-American Girl nebo Malcolm & Eddie. Jako režisér se poprvé prosazuje v roce 1997 v televizním seriálu Brotherly Love, v následujících letech režíruje epizody seriálů Sabrina - mladá čarodějnice, According to Jim, Ano, drahoušku, Still Standing, Hannah Montana, Kouzelníci z Waverly, Pravidla zasnoubení nebo Men at Work. Zdaleka nejvíc je znám díky seriálu Teorie velkého třesku, v němž režíroval druhý (první nepilotní) díl Hypotéza otrubové vlákniny a následně drtivou většinu všech dalších epizod.